# Ligne 154 (Infrabel)
Pour les articles homonymes, voir Ligne 154.
La ligne 154 Namur - Dinant - Givet est une liaison ferroviaire établie par la Compagnie du Nord - Belge, en lien avec la ligne Namur - Liège déjà exploitée par la même compagnie.
Actuellement, seule la moitié nord (Namur - Dinant) (électrifiée) est exploitée en trafic voyageurs et comme maillon de l'axe marchandise Athus - Meuse. En 2019, la voie sur le tronçon sud est toujours posée, mais impraticable car les ponts métalliques ont été déposés et plusieurs passages à niveau l'ont également été à l'occasion de travaux de renouvellement de la voirie.

## Historique
(octobre 2014).
- En 1862 fut inaugurée la première section de cette ligne, entre Namur et Dinant.
- Le prolongement vers la frontière française et Givet sera inauguré un an plus tard.

Givet était alors déjà reliée à Charleville-Mézières au sud, à Charleroi via Florennes et à la ligne 138a depuis près d'un an par la Compagnie de l'Est.
- En 1866, un raccordement vers Mariembourg (ligne 156) est inauguré par la Compagnie de Chimay au départ d'Hermeton.
- En 1891, la Compagnie de l'État Belge inaugure la ligne 150 qui atteint la gare de Dinant via une bifurcation établie à Anhée.
- En 1902, la gare d'Yvoir est reliée à Ciney par la ligne 128.
- La section française est à double voie depuis son inauguration. Le tronçon transfrontalier Dinant - Givet sera dédoublé par l'occupant en 1915.
- En 1923, la nouvelle gare de Waulsort-Village de style balnéaire remplace définitivement la première gare de Waulsort, fermée la même année, distante de 1 km.
- En 1939, la SNCF décide de faire transiter le trafic transfrontalier de son artère Nord-Est via Ecouviez plutôt que par Givet. Le trafic s'effondre.
- En 1940, la compagnie du Nord Belge est nationalisée pour raison stratégique et la ligne, jusque-là contournée par les nombreux convois de la Compagnie de l'État venant de l'Athus-Meuse, voit son trafic se développer en raison de son profil plus facile que la ligne de la Molignée (L 150).
- En 1954, l'exploitation des lignes 156 et 138A, connectées à proximité de la frontière, est abandonnée.
- En 1960, la ligne 128 est fermée mais ne sera jamais déferrée, préservée à titre stratégique.
- En 1962, l'exploitation du trafic voyageurs de la ligne 150 cesse, parallèlement à sa remise à voie unique. Préservée à titre stratégique, il y subsiste une desserte fret locale jusqu'en 1987.
- En 1963, la traction vapeur prend fin. La SNCB engage des autorails et des motrices diesel sur la ligne, principalement les lourdes motrices des séries 52 et 53 qui ont été spécialisées au trafic lourd des lignes pentues des Ardennes belges.
- En 1969, la section Dinant - Hastière est ramenée à voie unique, suivie en 1971 par la section Hastière - Heer-Agimont. Un évitement est maintenu à Hastière.
- À l'occasion de l'entrée en vigueur du plan IC-IR de 1984, la SNCB renonce à l'exploitation des haltes les moins fréquentées entre Namur et Dinant, de même qu'à toute desserte voyageur de la section transfrontalière. La SNCF décide alors de reprendre celle-ci en prolongeant jusqu'à Dinant ses autorails Charleville - Givet (des X 3800 "Picasso" d'abord, des X 4300 EAD / "caravelle" ensuite).
- Le 26 mai 1988, le trafic passagers régulier est définitivement abandonné entre Dinant et Givet. Quelques trains "charters" seront encore mis en route pour des colonies de vacances.
- En 1989, le dernier train de marchandise local dessert les raccordés de la section Dinant - frontière. Parallèlement, la SNCB électrifie une voie entre Namur et Jambes afin d'y prolonger quelques trains de/vers Charleroi et Bruxelles.
- En 1990, l'ensemble de la section Namur - Dinant est électrifié en 3Kv. Les trains omnibus diesel tractés par des série 60 puis des "gros nez" au départ des voies en impasse de Namur sont alors remplacés par les trains de la seconde relation horaire Bruxelles - Namur, amorcés à Gand et prolongée en Omnibus vers Dinant. Fin de l'exploitation de Dinant à Givet.

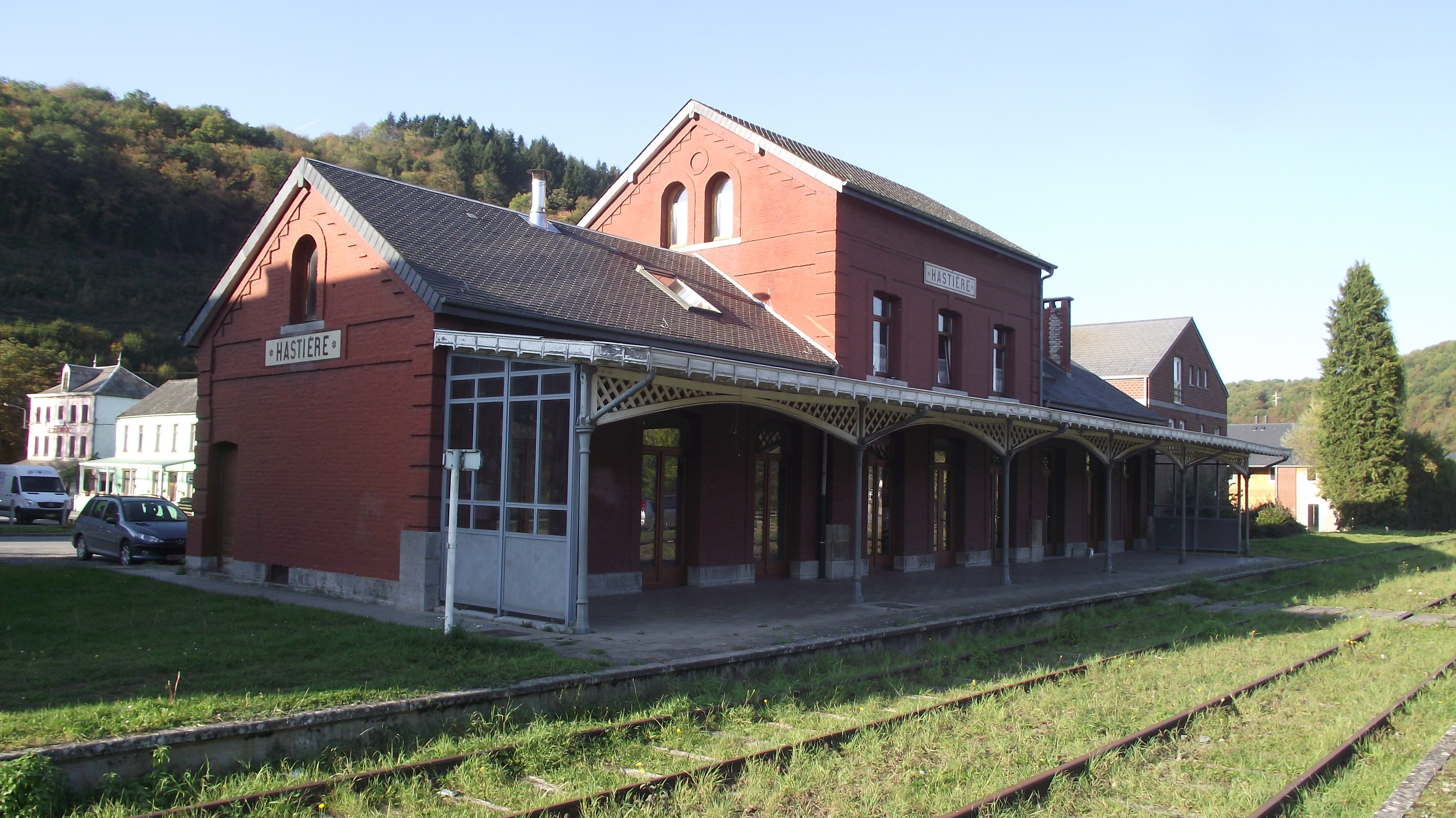
La gare de Hastière.

- En mai 1990, le Chemin de fer à Vapeur des Trois Vallées débute la desserte touristique de la section Dinant - Givet avec des autorails diesel et occasionnellement en traction vapeur. Un petit dépôt est aménagé à Heer-Agimont.
- À la fin de la saison touristique 2000, cette exploitation cesse à son tour.

## Les ouvrages d'art

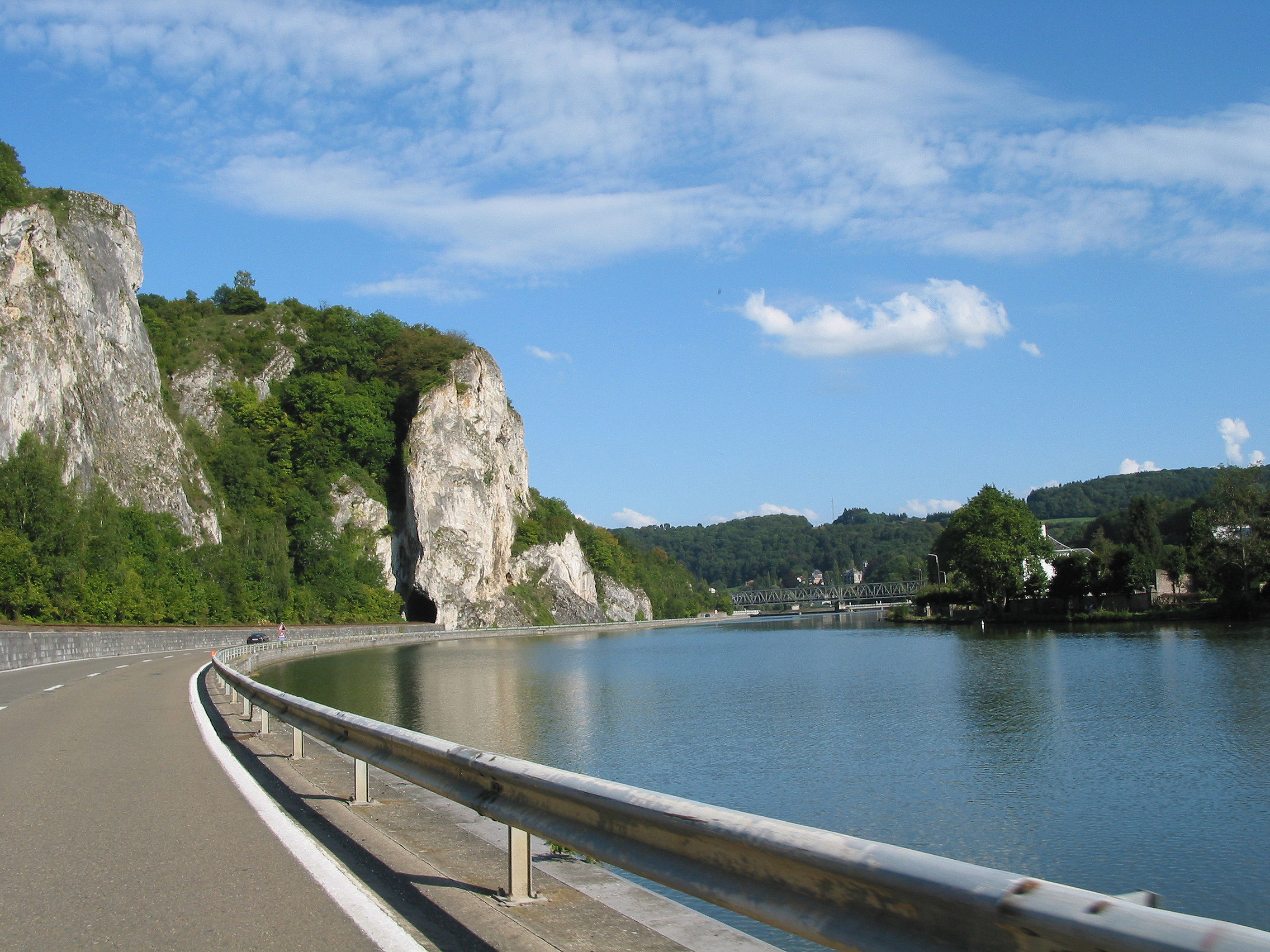
Tunnel de Monia.

Construite en bord de Meuse, la ligne est émaillée de ponts et tunnels permettant de s'accommoder des méandres du fleuve et des falaises calcaires qui l'entourent :
- le pont du Luxembourg entre Namur et Jambes, une construction métallique « en cage » disposée sous les voies, franchit la Meuse ;
- le tunnel de Lustin, creusé à même la roche, permet de franchir un piton rocheux entouré d'un méandre de la Meuse ;
- le court tunnel de Godinne, entre Godinne et Yvoir, permet aux voies de franchir un passage où la falaise plonge dans le fleuve ;
- le pont de Houx permet à la ligne d'entrer dans Dinant par la rive gauche et assure également le lien entre les lignes 128 et 150 ;
- le tunnel de Monia permet également de traverser un piton rocheux venant presque mourir dans le fleuve ;
- à noter également qu'une tranchée maçonnée permet à la ligne de se faufiler entre le pavillon rococo du château de Freÿr et son remarquable jardin à la française.

## Utilisation
En 2006, la section nord - limitée à 90 km/h - est intégrée au corridor fret Sibelit (Anvers – Suisse/Italie) et voit donc passer un important trafic marchandise, tracté par des couplages de locomotives de la série 13. Ce trafic est complété par une relation voyageur cadencée à l'heure. Les gares de Jambes, d'Yvoir et de Dinant comportent encore un guichet assuré par du personnel. Le guichet de la gare de Lustin est quant à lui fermé depuis 1993 et celui de la gare de Godinne est fermé depuis septembre 2013.
En 2009, la section sud de la ligne était toujours officiellement au "catalogue" d'Infrabel, bien qu'officiellement inutilisable. Plusieurs passages à niveau sont entretemps supprimés — à Hastière et Heer Agimont notamment — à l'occasion de travaux de voirie. Les tabliers métalliques sont retirés au début des années 2010. Si la voie est toujours posée entre Neffe et Givet, elle est donc impraticable. Actuellement (2019), d'après la carte technique du réseau Infrabel, il manque quelques mètres de rails entre Y Neffe et le passage sous la ligne 166 Dinant – Bertrix. Le reste de la ligne jusqu'à Givet figure sur la carte en pointillé (ligne secondaire?) en tant que ligne non électrifiée à voie unique, ne desservant aucune gare au nord de Givet.

## Projets de réouverture
Un important lobby existe dans la région de Givet afin de rouvrir cette relation transfrontalière. La région de Givet est enclavée en Belgique et de nombreux services (commerces, hôpitaux...) sont plus rapides à atteindre à Dinant qu'à Charleville-Mézières. Cependant, la viabilité financière semble improbable. Les partisans de la réouverture sont soutenus par le département des Ardennes, épaulée par le gouvernement français (la moitié des 22 millions d'Euros nécessaires à la remise en service et la modernisation ont été promis par Nicolas Sarkozy après l'élection présidentielle de 2007 et 3 millions seraient donnés par le département des Ardennes), relevant notamment que cela permettrait de créer une liaison passager entre le Thalys à Namur et le TGV à Charleville-Mézières passant par la Vallée de la Meuse afin de la revitaliser. Ils estiment que le projet ne serait pas en concurrence avec la liaison ferroviaire marchandises Anvers-Luxembourg-Lorraine qui est entièrement électrifiée et plus courte (voir annexe 2). Ce à quoi le rail belge répond en rappelant que Fret SNCF Benelux / Captrain assure des services transfrontaliers vers la Belgique en dehors de ses conventions de collaboration avec la SNCB à l'aide de matériel thermique.
En novembre 2018, un accord de principe pour la réouverture de cette ligne a été signé entre les ministres des transports belges et français. Depuis le printemps 2018, la ligne Dinant - Givet est inscrite en quatrième place dans le rapport de la Commission européenne sur les "chaînons manquants". La réouverture de cette ligne devrait apporter un trafic important à la ligne de Givet à Charleville-Mézières et permettre de relier Charleville, desservie par les TGV, aux aéroports de Bruxelles et Charleroi,. Entre 2016 et 2021, la ligne SNCF entre Givet et Charleville fait par ailleurs l’objet de travaux de renouvellement des voies et de maintenance des ouvrages d'art, en considérant la possibilité d'une réouverture de la ligne vers Dinant.
Durant l'été 2019, les deux pays ont consenti à la réalisation d'une étude technique et commerciale dans l'hypothèse d'une réouverture de la ligne, à simple voie en envisageant son électrification uniquement si le trafic le justifie.
Le 24 janvier 2022 est signée une convention pour le financement d’études de potentiel économique et de faisabilité technique concernant la réouverture de cette ligne ferroviaire, entre Givet et Dinant, soit un total de 22 km (dont 2 côté français). Cela permettrait à terme d'effectuer de nouveau des liaisons entre Reims et Bruxelles. Les études coûteront 418 000 euros (300 000 euros financés par la communauté de communes Ardenne Rives de Meuse et 118 000 euros par l’État belge), leurs résultats sont attendus pour fin 2023 ou début 2024. Le coût total de la réouverture est estimé à 60 millions d'euros en raison du nombre important de passages à niveau et d'ouvrages d'art de la ligne à remettre en état,. Cependant un rapport remis par le bureau d’études STRATEC le 18 novembre 2022 explique que la réouverture de la partie sud de la ligne ne serait pas pertinent vu les coûts et le faible nombre de voyageurs potentiels, et recommande d'explorer d'autres solutions.